# 策底镇
策底镇，是中华人民共和国甘肃省平凉市华亭市下辖的一个乡镇级行政单位。

## 行政区划
策底镇下辖以下地区：
盘坡村、光明村、罗莽村、策底坡村、关梁村、红旗村、大南峪村、小南峪村和策底村。